# WM-System

3-2-2-3 WM-System

Das sogenannte WM-System ist ein taktisches Spielsystem im Fußball. Es entstand als Reaktion auf die 1925 eingeführte Modifizierung der Abseitsregel durch das Zurückziehen des Mittelläufers der zuvor genutzten Schottischen Furche.

## Name
Der Name leitet sich von der Formation ab, die die Spieler in ihrer Grundposition auf dem Spielfeld bilden, und die dem Schriftbild der Großbuchstaben W und M ähnelt:
Das W bildet sich dabei aus:
- dem vorgeschobenen Mittelstürmer
- den zurückhängenden linken und rechten Halbstürmern
- den vorgezogenen linken und rechten Außenstürmern

Das M bildet sich dabei aus:
- dem zurückhängenden Mittelläufer (ähnlich dem Libero, dem letzten Mann vor dem Torwart)
- den meist defensiv agierenden linken und rechten Verteidigern
- den offensiver agierenden linken und rechten Außenläufern

## Geschichte
Das WM-System ist durch eine starre Vergabe der Positionen auf dem Spielfeld geprägt. So beteiligten sich die Verteidiger selten am Angriffsspiel und die Stürmer begaben sich selten in die Verteidigung. Der Spielaufbau wurde wesentlich durch die Halbstürmer und Außenläufer bestimmt, die man heute dem Mittelfeld zuordnen würde. Hennes Weisweiler betonte aber ausdrücklich: „Im Spiel selbst war alles im Fluß.“ Im Angriff schließen die Halbstürmer auf, wechseln die vorgeschobenen Spitzen ihre Positionen, keiner ist an seinen Posten gebunden. Trotzdem darf es kein sinnloses Durcheinander sein. Oberster Grundsatz: alles wechselt und wirbelt, aber jede Angriffsposition ist besetzt. In der Abwehr schließen wir uns ebenfalls zusammen, das verlangt eine kluge Abwehr, die nicht nur stets den Mann deckt, sondern laufend zwischen Mann- und Raumdeckung wechselt. Beim Angriff des Gegners deckt ein Verteidiger, je nachdem auf welcher Seite der Ball läuft, den Außen auf Tuchfühlung, der andere Verteidiger aber steht im gefährlichen Raum vor seinem Tor.
Das System wurde von Herbert Chapman, ehemals Trainer des FC Arsenal, entwickelt. Er zog den offensiven Mittelläufer zurück, um den freien Lauf und Torschuss des Mittelstürmers zu stoppen. Der Stopper war geboren.
1954 wurde Deutschland mit diesem Spielsystem Fußball-Weltmeister. Eine Besonderheit war aber im Endspiel gegen Ungarn dabei die taktische Aufgabe der zwei Spieler Horst Eckel und Werner Liebrich im grundsätzlich praktizierten WM-System. Nándor Hidegkuti war offiziell Mittelstürmer und Ferenc Puskás linker Halbstürmer. Waren diese Spieler auf den angestammten Positionen, so waren sie von Eckel (rechter Außenläufer gegen Puskás) und Liebrich (Mittelläufer gegen Hidegkuti) zu bekämpfen. Ließ sich der „verdeckte Spielmacher“ Hidegkuti aber in das Mittelfeld zurückfallen und Puskás hielt sich im torgefährlichen Raum auf, so hatten die Aufgaben zwischen Eckel und Liebrich zu wechseln: Eckel hängte sich im Mittelfeld an Spielmacher Hidegkuti und Liebrich übernahm den Torjäger Puskás.
In der heutigen Zeit spielt man wesentlich flexibler, so sind das 4-4-2–System (mit Mittelfeldraute) und das 4-2-3-1–System weit verbreitet. Das 3-4-3–System ist dem WM-System nicht unähnlich.